# Palloptera scutellata
Palloptera scutellata är en tvåvingeart som först beskrevs av Macquart 1835.  Palloptera scutellata ingår i släktet Palloptera och familjen prickflugor. Inga underarter finns listade i Catalogue of Life.